# Rushenyi (periodiskt vattendrag)
Rushenyi är ett periodiskt vattendrag i Burundi.   Det ligger i provinsen Makamba, i den södra delen av landet, 120 kilometer sydost om huvudstaden Bujumbura.
Omgivningarna runt Rushenyi är en mosaik av jordbruksmark och naturlig växtlighet. Runt Rushenyi är det ganska tätbefolkat, med 93 invånare per kvadratkilometer.